# Bella Block
Bella Block ist eine deutsche Krimireihe, die von der UFA Fernsehproduktion für das ZDF produziert wurde. Von 1994 bis 2018 wurden 38 Folgen in unregelmäßigen Abständen ausgestrahlt. Im Zentrum des Geschehens steht die Hamburger Kriminalhauptkommissarin Bella Block, gespielt von Hannelore Hoger. Zunehmend gewann auch ihr Lebensgefährte Simon Abendroth (Rudolf Kowalski) an Bedeutung. In der Doppelfolge 26/27 (Januar 2009) zog er aus der gemeinsamen Wohnung aus, und Bella Block quittierte ihren Dienst, nachdem sie schwer verletzt worden war. In den weiteren Fällen ermittelte sie als pensionierte Kommissarin. Ihre Assistenten waren zunächst Bernadette Stein (Eva Kryll, Folge 2 bis 6) und Pit Cullmann (Peter Heinrich Brix, Folge 3 bis 5), dann Hans Teichert (Pit-Arne Pietz, Folgen 6 bis 19), Anke Ritter (Bettina Hauenschild, Folgen 7 bis 19) und Jan Martensen (Devid Striesow, Folge 18 bis 27). Auch nach ihrer Pensionierung spannt sie Martensen häufig für ihre Ermittlungen ein (Folgen 28 bis 31 sowie 33 und 38). Das Serienteam vervollständigte Oberstaatsanwalt Mehlhorn (Hansjürgen Hürrig, ab Folge 6). Mit der Ausstrahlung der 38. Folge am 24. März 2018 endete die Krimireihe nach 24 Jahren.

## Inhalt
Bella Block ist eine engagierte und erfahrene Polizistin. Ihre Arbeit verrichtet sie in einer Mischung aus abgeklärter Routine und persönlichem Einsatz. Polizistin zu sein ist für sie eine Berufung, die nicht mit Dienstschluss an der Bürotür endet. Wenn es sein muss, kann sie sich in ihre Fälle dank ihrer Sturheit regelrecht verbeißen. In ihrer streitbaren Kampfeslust schreckt sie auch nicht davor zurück, die Konfrontation mit Vorgesetzten zu suchen. Im Privatleben hingegen sucht sie Ruhe und Erholung. Sie lässt sich gern verwöhnen und genießt das Zusammensein mit ihrem Lebensgefährten. Ebenso liest sie gern, ist andererseits Feiern, Wodka und Wein nicht abgeneigt. Obwohl sie es gern möchte, vermag Bella Block es jedoch oft nicht, Privatleben und Beruf zu trennen oder zumindest in ihrer Freizeit abzuschalten, wenn sie gerade einen komplizierten Fall zu lösen hat. Darunter leidet oft auch ihr Partner Simon. Der Literaturprofessor versucht, ihr den Rücken zu stärken, wo es nur geht. Doch auch seine Geduld und seine Ruhe werden ein ums andere Mal überstrapaziert, was nicht selten dazu führt, dass er sich beleidigt zurückzieht. Trotz solcher Probleme werden beide als eingespieltes Team dargestellt, das im Laufe der Zeit schon durch diverse Höhen und Tiefen gegangen ist. Im Laufe der Serie kommt es schließlich zum Bruch zwischen ihr und Simon. Bellas Assistenten bleiben eher im Hintergrund und sind relativ profillos. Oberstaatsanwalt Mehlhorn bewundert Bella Block zwar, hat aber auch oft Probleme mit ihrer unkonventionellen Art. Die einzelnen Folgen nehmen sich oft schwieriger oder umstrittener Themen an. Sie handeln von Vergewaltigung, sexuellem Missbrauch, Rassismus und unterlassener Hilfeleistung.

## Literarische Vorlage
Die Figur Bella Block wurde von der Romanautorin Doris Gercke erdacht. Sie begann im August 1987, den ersten Roman Weinschröter, du mußt hängen zu schreiben, nachdem sie von einer besonders schrecklichen Vergewaltigung gehört hatte. Wegen des großen Erfolges des Romans schreibt sie bis heute immer neue Teile der Buchreihe. Die Bücher von Gercke sind allerdings nicht die Grundlage für die Handlungen der Filmreihe. Bis auf die Figur „Bella Block“ sowie den ersten Film Die Kommissarin und den vierten Tod eines Mädchens, die sich jeweils an einen Roman von Gercke anlehnen, sind alle weiteren Folgen der Filmreihe von verschiedenen Autoren völlig autonom erdacht und als Drehbücher geschrieben.

### Unterschiede zwischen den Bella-Figuren
Eine wichtige Differenz der beiden Bella-Block-Figuren besteht darin, dass die „TV-Bella“ als Kommissarin zur Polizei zurückgekehrt ist, wohingegen Gerckes Bella Privatdetektivin geblieben ist. Dies hat zwei Gründe: Zum einen ist sie davon überzeugt, dass eine Karriere bei der Polizei nur korrumpieren kann. Sie fürchtet um ihre Integrität. Ein negatives Beispiel hierfür ist Bellas „Kurzzeitgeliebter“ und Freund Beyer, der in dem Band Der Krieg, der Tod, die Pest bei einem Polizeieinsatz, der bei Erfolg die Grundlage zu dessen Beförderung gewesen wäre, ums Leben kommt. Zum anderen hält sie es als Feministin bei dieser per se frauenverachtenden und rassistischen männlich dominierten Behörde nicht aus. Die Einsätze findet sie ineffektiv, das Imponiergehabe der männlichen Kollegen lächerlich, und sie kommt zu dem Ergebnis, dass die Polizei nur ein sich selbst beweihräuchernder Verein für „karrieregeile Kraftprotze“ sei.
Auch wird die Bella der Bücher von Fall zu Fall depressiver. So übernimmt sie aus Schuldgefühl einer alten Frau gegenüber eine Weile vollkommen aussichtslose Fälle: Deren heroinabhängige Enkeltochter wollte aus der Prostitution aussteigen, wurde jedoch von einem Killer ermordet, was Bella nicht verhindern konnte. Nun versucht sie, einer Reihe junger Frauen in ähnlicher Situation zu helfen – diese wollen ihr Leben aber gar nicht ändern. Als Grund geben sie nicht selten ihre „Liebe“ zu ihren Zuhältern an. Die Liebe wird für Bella zum patriarchalen Machtinstrument zur Unterdrückung von Frauen. Desillusioniert und enttäuscht trinkt unsere Detektivin zunehmend mehr Wodka …
Daraus resultierend besteht ein weiterer Unterschied in dem unterschiedlichen Liebesleben der beiden Figuren. So hat die Bella der Bücher von Zeit zu Zeit einen Geliebten (außer Beyer gibt es noch einen korrupten russischen Milizionär namens Alexander, Eddie, den Kneipier und Imbissbudenkettenbesitzer, mit dem sie Sex vorzugsweise auf dem Billardtisch im Hinterzimmer hat, und dann Kranz, den Polizeipsychologen). Sie hat jedoch keinen dauerhaften freundlich-charmanten Lebensgefährten (wie Abendroth), der ihr den Alltag mit gutem Essen und intellektueller Zärtlichkeit versüßt. Die „TV-Bella“ besitzt hier eine positive Energiequelle, wie sie ihre literarische Schwester nicht hat. Vielmehr wäre dies eine Lebensweise, die die Bella der Bücher ablehnen würde. Deren Beziehung zu Männern besteht aus ihrem dringenden Bedürfnis nach Sex und körperlicher Erfüllung.
Zwei Frauen haben eine große Bedeutung im Leben der Bella der Bücher:
Ihre Mutter Olga, hoch in den 80ern, ist eine überzeugte Altkommunistin, die einst im Spanischen Bürgerkrieg kämpfte. Von ihr hat Bella die Tugend des gesellschaftskritischen Denkens mitbekommen. Zugleich ist ihr Verhältnis zu ihrer Mutter jedoch gespalten: So mäkelt diese – wie andere Mütter auch – an ihrer Kleidung herum, kritisiert das Leben ihrer Tochter und fordert häufigere Besuche ein. Auch möchte sie, dass Bella – quasi stellvertretend für sie – Reisen unternimmt (z. B. nach Moskau oder Lateinamerika), zu denen sie selbst nicht mehr in der Lage ist. Die Figur der Mutter mit ihrer gradlinigen – linksextremen, aber doch optimistischen – Art stellt ein Gegenbild zur desillusionierten Protagonistin vor. Auch Bella steht politisch links, glaubt jedoch keineswegs mehr an die gesellschaftsverändernde Wirkung ihrer Handlungen. Ganz im Gegensatz zu Olga, die sich immer noch mit ihrer K-Gruppe, bestehend aus lauter alten Frauen und Männern, trifft, um Flugblätter zu entwerfen.
Willi (Wilhelmina) ist eine Jura-Studentin, die Bella als Mitarbeiterin und „Mädchen für alles“ engagiert hat. Als diese sie verlässt, stellt sie lakonisch fest, dass hier eine erotische Gelegenheit verpasst wurde. Durch Willi kommt zum einen technisches Detailwissen – über Heroin, Bankenkorruption oder Politiker – in die Romane. Sie erstellt Ordner und legt Zeitungsartikel oder Fachliteratur auf Bellas Schreibtisch. Zudem spricht sie eine junge, kritische Sprache, die Bella wegen mangelnder Energie nicht mehr im Munde führen kann.
Die literarische Bella Block ist die (fiktive) Enkelin von Alexander Blok, die sich öfters seiner Gedichte erinnert.

### Gerckes Verhältnis zur Fernsehserie
Wie Gercke in mehreren Interviews erwähnt, haben die Filme mit ihren Büchern nicht mehr viel zu tun. Sie hat die Rechte an der Figur an das ZDF verkauft und sich von der dort im Film dargestellten Person distanziert. Ferner hat sie die Arbeit an den Drehbüchern abgelehnt, da sie beim Schreiben gerne allein ist. Im Gegensatz zu der Schauspielerin Hannelore Hoger, die ein enges Verhältnis von der Film- zur Romanfigur betont – diese spricht von „zweieiigen Zwillingen“ –, sieht die Autorin in der Filmfigur Bella Block eine komplett andere Person. Sie sieht sich die Filme an, aber sie sieht dabei nicht Bella Block, sondern die Schauspielerin Hoger.
Die Figur ragt aus der Fernsehkrimilandschaft heraus. Zu einem Underground-Film reicht es – laut Gercke – dennoch nicht. Dies liege daran, dass die Quote stets als Damokles-Schwert über den Fernsehproduktionen hänge.

### Hörspiele
Der Norddeutsche Rundfunk hat zwei Hörspiele nach Vorlagen von Doris Gercke produziert: Am Hoffnungsberg (1992, Regie: Corinne Frottier, basierend auf den Romanen Kinderkorn) und Niederlage (1995, Regie: Corinne Frottier). Die erste Folge wurde vor dem ersten Film produziert, die zweite danach; in beiden Fällen spricht Hannelore Hoger die Figur der Bella Block.

## Episodenliste
| Folge | Titel                                        | Erstausstrahlung im ZDF                            | Regie                    | Darsteller |
| ----- | -------------------------------------------- | -------------------------------------------------- | ------------------------ | --- |
| 1     | Die Kommissarin                              | 17. Dezember 1993 (Arte) 26. März 1994 (ZDF)       | Max Färberböck           | Johanna Schall, Peter Lohmeyer |
| 2     | Liebestod                                    | 18. November 1995                                  | Max Färberböck           | Ralf Schermuly, Jutta Hoffmann |
| 3     | Geldgier                                     | 8. März 1997                                       | Erwin Keusch             | Armin Rohde, Sebastian Koch, Andrea Sawatzki |
| 4     | Tod eines Mädchens                           | 4. Oktober 1997                                    | Markus Imboden           | Martina Gedeck, Camilla Renschke, Marek Harloff |
| 5     | Auf der Jagd                                 | 14. November 1998                                  | Markus Imboden           | Ernst Stötzner, Gudrun Gabriel |
| 6     | Geflüsterte Morde                            | 23. September 1999                                 | Christian Görlitz        | Ben Becker, Stefan Kurt |
| 7     | Abschied im Licht                            | 8. Januar 2000                                     | Christian von Castelberg | Jörg Schüttauf, Juliane Köhler |
| 8     | Blinde Liebe                                 | 11. März 2000                                      | Sherry Hormann           | Martin Wuttke, Julia Schmidt, Natalia Wörner |
| 9     | Am Ende der Lüge                             | 21. Oktober 2000                                   | Martin Enlen             | Anneke Kim Sarnau, Bernhard Schütz |
| 10    | Schuld und Liebe                             | 3. März 2001                                       | Sherry Hormann           | Cosma Shiva Hagen, Herbert Knaup |
| 11    | Bitterer Verdacht                            | 10. November 2001                                  | Dagmar Hirtz             | Alexander Beyer, Marie Zielcke, Steffen Schroeder, Pola Kinski |
| 12    | Im Namen der Ehre                            | 30. März 2002                                      | Andreas Gruber           | Merab Ninidze, Rüdiger Vogler |
| 13    | Tödliche Nähe                                | 18. Januar 2003                                    | Christiane Balthasar     | Michael Gwisdek, Götz Schubert, Günter Grabbert |
| 14    | Kurschatten                                  | 19. April 2003                                     | Thorsten Näter           | Matthias Habich, Dagmar Manzel, Bettina Kupfer, Hans-Uwe Bauer, Jochen Horst, Dieter Mann, Anna Brüggemann                                                           |
| 15    | Das Gegenteil von Liebe                      | 3. Januar 2004                                     | Dagmar Hirtz             | Julia Jäger, Christian Berkel |
| 16    | Hinter den Spiegeln                          | 6. März 2004                                       | Thorsten Näter           | Nina Hoger, Cordula Trantow, Bernhard Schir, Buddy Elias |
| 17    | Die Freiheit der Wölfe                       | 9. Oktober 2004                                    | Christian von Castelberg | Karoline Eichhorn, Thomas Schendel, Harald Krassnitzer, Katrin Saß                                                                                                   |
| 18    | … denn sie wissen nicht, was sie tun         | 12. Februar 2005                                   | Markus Imboden           | Suzanne von Borsody, Marek Harloff |
| 19    | Die Frau des Teppichlegers                   | 22. Oktober 2005                                   | Kai Wessel               | Anja Antonowicz, Ulrike Krumbiegel |
| 20    | Das Glück der Anderen                        | 14. Januar 2006                                    | Christian von Castelberg | Mira Bartuschek, Stephan Kampwirth |
| 21    | Mord unterm Kreuz                            | 25. November 2006                                  | Hans Steinbichler        | Jürgen Tonkel, Monica Bleibtreu |
| 22    | Blackout                                     | 13. Januar 2007                                    | Rainer Kaufmann          | Johanna Wokalek, André Hennicke, Filip Peeters, Fabian Hinrichs |
| 23    | Weiße Nächte                                 | 27. Oktober 2007                                   | Christian von Castelberg | Gabriela Maria Schmeide, Thomas Sarbacher, Friederike Wagner, Jule Böwe                                                                                              |
| 24    | Reise nach China                             | 9. Februar 2008                                    | Chris Kraus              | Jeanette Hain, Peter Davor |
| 25    | Falsche Liebe                                | 22. November 2008                                  | Julian Pölsler           | Peter Simonischek, Birge Schade |
| 26/27 | Das Schweigen der Kommissarin (Teil 1 und 2) | 17. / 19. Januar 2009                              | Markus Imboden           | Jörg Hartmann, Max Hopp, Anna Fischer, Susanne Bormann, Thomas Schmauser, Felix Kramer                                                                               |
| 28    | Vorsehung                                    | 28. November 2009                                  | Max Färberböck           | Tanja Schleiff, Pierre Besson, Wotan Wilke Möhring, Katharina Schüttler, Martin Brambach, Sönke Möhring, Nilam Farooq                                                |
| 29    | Das schwarze Zimmer                          | 13. November 2010                                  | Rainer Kaufmann          | Jörg Hartmann, Rolf Lassgård, Anna Fischer |
| 30    | Stich ins Herz                               | 26. November 2011                                  | Stephan Wagner           | Jörg Hartmann, Maren Kroymann, Sebastian Koch, Anna Schudt, Annika Blendl                                                                                            |
| 31    | Der Fahrgast und das Mädchen                 | 11. Februar 2012                                   | Torsten C. Fischer       | Katharina Wackernagel, Jacob Matschenz, Liv Lisa Fries, Rick Okon |
| 32    | Unter den Linden                             | 24. Oktober 2012 (ZDFneo) 27. Oktober 2012 (ZDF)   | Martin Enlen             | Maren Kroymann, Max Hopp, Otto Mellies, Peter Simonischek |
| 33    | Hundskinder                                  | 16. März 2013                                      | Andreas Prochaska        | Peter Simonischek, Henry Stange, Jette Jungjohann, Vincent Grages, Lasse Max Jungjohann, Stephan Grossmann, Anna Fischer                                             |
| 34    | Angeklagt                                    | 30. Oktober 2013 (ZDFneo) 2. November 2013 (ZDF)   | Julian Roman Pölsler     | Karoline Eichhorn, Tim Bergmann, Anna Fischer, Peter Simonischek |
| 35    | Für immer und immer                          | 19. November 2014 (ZDFneo) 22. November 2014 (ZDF) | Christian von Castelberg | Henry Hübchen, Ernst Stötzner, Luise Heyer |
| 36    | Die schönste Nacht des Lebens                | 4. April 2015                                      | Andreas Senn             | Rainer Bock, Michelle Barthel, Jannis Niewöhner, Carolyn Genzkow, Vincent Krüger, Leonard Carow                                                                      |
| 37    | Stille Wasser                                | 28. Oktober 2017                                   | Jo Baier                 | Henrik Birch, Matti Schmidt-Schaller, Katja Weitzenböck, Lina Wendel, Tim Kalkhof, Tom Jahn                                                                          |
| 38    | Am Abgrund                                   | 24. März 2018                                      | Rainer Kaufmann          | Rainer Bock, Rudolf Kowalski, Devid Striesow, Max Hopp, Corinna Harfouch, Sabin Tambrea, Lilith Stangenberg, Kai Ivo Baulitz, Stephan Bissmeier, Aljoscha Stadelmann |

Für die Folgen 1, 24, 25 sowie 30–36 existieren auch Audiodeskriptionen.

## DVD-Veröffentlichung
Seit 2006 gibt es Bella Block auch auf DVD. Die DVD-Box Bella Block: die Filme der 90er Jahre umfasst die fünf Folgen Die Kommissarin, Liebestod, Geldgier, Tod eines Mädchens und Auf der Jagd. Am 6. August 2010 erschien die DVD-Box Bella Block Best of Vol. 1 bei der Universum Film GmbH. Sie enthält die vier Folgen Geflüsterte Morde, Am Ende der Lüge, Mord unterm Kreuz und Weiße Nächte. Am 14. Januar 2011 erschien die Box Bella Block Vol. 2, die die Folgen Schuld und Liebe, Bitterer Verdacht, Hinter den Spiegeln sowie Freiheit der Wölfe enthält. Die Box Bella Block Vol. 3, erschienen am 15. April 2011, enthält die Folgen Reise nach China, Das Schweigen der Kommissarin (Teil 1+2) und Vorsehung.

## Auszeichnungen
- 1994
  - Adolf-Grimme-Preis an Max Färberböck (Regie) und Hannelore Hoger (Darstellerin)
  - Bayerischer Fernsehpreis an Max Färberböck (Regie)
  - Telestar – Beste Regie in einem Fernsehspiel an Max Färberböck für Die Kommissarin
- 1996
  - Goldener Löwe – Beste Schauspielerin an Hannelore Hoger für Liebestod
  - Bayerischer Fernsehpreis in der Kategorie Schauspielerin Fernsehspiel an Hannelore Hoger
  - Telestar – Beste Regie in einem Fernsehspiel an Max Färberböck für Liebestod
  - Fernsehfilm-Festival Baden-Baden – Fernsehfilmpreis an Max Färberböck für Liebestod
- 1998
  - Goldene Kamera – Publikumspreis Beliebteste deutsche Kommissarin an Hannelore Hoger
- 2003
  - Bayerischer Fernsehpreis an Hannelore Hoger für Tödliche Nähe
- 2005
  - Deutscher Fernsehpreis – Beste Musik an Annette Focks unter anderem für die Folge … denn sie wissen nicht, was sie tun
- 2006
  - Deutscher Fernsehpreis – Bestes Buch Fernsehfilm an Christian Jeltsch für Das Glück der anderen
  - Deutscher Fernsehpreis – Beste Kamera an Judith Kaufmann für Die Frau des Teppichlegers
  - Deutscher Fernsehkrimipreis – Hauptpreis an Christian von Castelberg für Das Glück der anderen
- 2008
  - Deutscher Fernsehpreis
    - Bestes Buch an Katrin Bühlig für Weiße Nächte
    - Beste Musik an Karim Sebastian Elias für Weiße Nächte
- 2010
  - Deutscher Fernsehkrimipreis
    - Hauptpreis an Max Färberböck für Vorsehung
    - Publikumspreis für Vorsehung
- 2012
  - Deutscher Hörfilmpreis in der Kategorie Fernsehfilm für Stich ins Herz[9]